# Tom Werner
Pour les articles homonymes, voir Werner.
Tom Werner est un producteur de cinéma américain né le 12 avril 1950 dans le New Jersey. Il est le frère de Peter Werner, producteur et réalisateur.

## Biographie
Tom Werner est le président du Liverpool FC depuis 2010.

## Filmographie

### Cinéma
- 1971 : Hidden and Seeking
- 2006 : Bienvenue en prison (Let's Go to Prison)
- 2007 : Les Frères Solomon (The Brothers Solomon)

### Télévision
- 1982 : Callahan
- 1983 : Oh Madeline
- 1987 : Carol, Carl, Whoopi and Robin
- 1988 : Richard Dawson and You Bet Your Life
- 1989 : Chicken Soup
- 1990 : Grand
- 1990 : Campus Show (A Different World)
- 1991 : Rules
- 1992 : You Bet Your Life
- 1985 - 1992 : Cosby Show (The Cosby Show)
- 1992 : Frannie's Turn (en)
- 1994 : She TV
- 1996 : Cosby
- 1996 : Townies
- 1988 - 1997 : Roseanne
- 1993 - 1998 : Une maman formidable (Grace Under Fire)
- 1995 - 1998 : Cybill
- 1998 : Damon
- 1999 : Days Like These
- 2000 : Dieu, le diable et Bob (God, the Devil and Bob)
- 2000 : Normal, Ohio
- 1996 - 2001 : Troisième planète après le Soleil (3rd Rock from the Sun)
- 2001 : You Don’t Know Jack
- 2001 : The Downer Channel
- 2002 : The Mayor of Oyster Bay
- 2002 : The Cosby Show: A Look Back
- 2002 : That '80s Show
- 2003 : Are We There Yet?
- 2003 : These Guys
- 2003 : Whoopi
- 2004 : Blue Aloha
- 2003 - 2004 : The Tracy Morgan Show
- 2004 : Game Over
- 2004 : Good Girls Don’t
- 2005 : Peep Show (The Peep Show)
- 2005 : The Scholar (en)
- 2001 - 2005 : Parents à tout prix (Grounded for Life)
- 2006 : Grand Union
- 1998 - 2006 : That '70s Show
- 2006 : Happy Hour
- 2006 : Twenty Good Years
- 2007 : Playing Chicken
- 2010 : Hank (en)
- 2010 : Le Monde selon Tim (The Life and Times of Tim)